# Miglia per gallone
Miglia per gallone (MPG) è un'unità di misura che misura quante miglia un veicolo può viaggiare con un gallone di carburante.
È una misura utilizzata allo stesso modo sia in Stati Uniti sia nel Regno Unito, anche se il gallone americano è circa l'83% del gallone imperiale utilizzato nel Regno Unito.

## Formule di conversione

Rosso = gallone imperiale.
Blu = gallone americano.

La formula per convertire l'unità di misura MPG nella più comune ed più utilizzata in Europa e a livello internazionale km/L:
- 0,425 × MPG (US) = km/L
- 0,354 × MPG (IMP) = km/L